# Corni (Suceava)
Corni es una localidad rumana del oraș de Liteni, en el condado de Suceava.

## Geografía
La localidad está ubicada en la Moldavia rumana.

## Historia
Hacia finales del siglo XIX, la localidad, que ya pertenecía a Liteni, por entonces una comuna, y al condado de Suceava, tenía contabilizada una población de 533 habitantes.
En la segunda mitad del siglo XX la localidad había pasado a formar parte del oraș de Liteni. En el censo de 2021 la localidad tenía una población de 667 habitantes.